# Kittie
Kittie (oftast skrivet KiTTiE) är ett metalband från London, Ontario i Kanada. Bandet grundades 1996 men slog igenom först 1999 med Brackish från deras debutalbum Spit.

## Historia

### Namnets ursprung
Namnet "kittie" (en medveten felstavning av "kitty", engelska för "katt") förklarat av Morgan Lander:
| ” | När vi tänkte ut ett namn åt bandet innan vår första spelning bestämde vi att vi ville att det skulle vara någonting helt motsägande mot vad bandet och bandets sound var. Jag tror att vi valde Kittie för att vi ville ha någonting totalt oväntat, någonting som lät svagt, så att det skulle bli en total chock när man hörde bandet för första gången. Jag tror det föreslogs några andra veka namn... Som Swan eller SwanSong (vilket jag minns att jag verkligen ville kalla bandet)...Men Kittie valdes och resten är historia. | „ |

### 1996–2004
Kittie bildades 1996 när Mercedes Lander och Fallon Bowman träffades på en gymnastikkurs. Sångerskan och gitarristen Morgan Lander är Mercedes syster. Bandets första basist var Tanya Cadler som lämnade bandet 1999 för att avsluta high school. Hon ersattes av Talena Atfield som dock aldrig var en officiell bandmedlem.
2001 lämnade Bowman Kittie utan att ange någon anledning och startade så småningom ett nytt projekt med namnet Amphibious Assault. Den nya gitarristen blev Jeff Phillips som jobbade som bandets gitarrtekniker. Numera spelar han för Thine Eyes Bleed.
2002 lämnade Talena Atfield hennes plats i bandet och ersattes av Jennifer Arroyo. 2004 fick bandet en fjärde medlem, andragitarristen Lisa Marx, samtidigt som Phillips lämnade bandet för att ägna sig åt Thine Eyes Bleed på heltid.
2004 släppte Kittie albumet Until The End.

### 2005–2007
Kittie hade ett skivkontrakt med Artemis Records fram tills i mars 2005, då de gick skilda vägar. Dispyter mellan bandet och bolaget hade florerat under en längre tid.
23 mars 2005 skrev Morgan Lander ett inlägg på bandets officiella forum där det meddelades att Marx och Arroyo hade lämnat bandet. Att Arroyo fick lämna bandet kom inte som en chock, medan Marx avsked kom mer som en överraskning. Precis som med Atfields avsked angavs pengar som skälet. Arroyo ville dessutom inte jobba heltid med Kittie och slöt istället upp med Billy Graziadei från Biohazard och bildade bandet Suicide City.
För att ersätta avhoppen rekryterade Kittie Tara McLeod som gitarrist och Trish Doan som basist. De två nya medlemmarna blev de första officiella medlemmarna sedan den första line-upen med systrarna Lander, Cadler och Bowman.
2005 grundades även systrarna Landers klädesmärke Poisoned Black Clothing. De två var även med i Metal: A Headbanger's Journey och Heavy Metal - Lounder than Life.
7 februari 2006 släppte Kittie EP:n Never Again genom Rock Ridge Music. Samma år sjöng Morgan Lander på låten It Turns to Rust på albumet In the Arms of Devastation av kanadensiska death metal-bandet Kataklysm.
I maj 2006 meddelades det att Kittie skulle starta upp ett skivbolag vid namn "Kiss of Infamy Records". Bolagets namn ändrades dock senare till "X of Infamy Records" efter att ha hotats att stämmas av Kiss Catalog Ltd. (ägaren till musikgruppen KISS material) med motiveringen att Kiss of Infamy var för likt deras klients namn. Kitties fjärde studioalbum Funeral for Yesterday släpptes 20 februari 2007 genom deras nya skivbolag.
Kittie gick i februari till mars 2007 på turnén "Funeral for Yesterday Tour" tillsammans med Walls of Jericho, 36 Crazyfists, Dead To Fall och In This Moment. Den positiva responsen och turnéns framgångar uppmuntrade bandet att förlänga turnén till maj tillsammans med Walls of Jericho och In This Moment.
I november 2007 spelade Kittie i Central- och Sydamerika i bland annat Santiago i Chile och São Paulo i Brasilien. Under de här spelningarna ersatte Ivy Vujic, från bandet In The Wake, Doan på bas.

### 2008
4 mars 2008 meddelade Kittie att Trish Doan lämnat bandet på grund av att hon drabbats av anorexi. Doan ersattes snart av Ivy Vujic.

## Medlemmar
| 1996–1999 | - Morgan Lander – sång, gitarr - Mercedes Lander – trummor - Fallon Bowman – gitarr, körsång - Tanya Candler – basgitarr                       |
| 1999–2001 | - Morgan Lander – sång, gitarr - Mercedes Lander – trummor - Fallon Bowman – gitarr, körsång - Talena Atfield – basgitarr (inofficiell medlem) |
| 2001–2002 | - Morgan Lander – sång, gitarr, piano - Mercedes Lander – trummor - Talena Atfield – basgitarr                                                 |
| 2002–2004 | - Morgan Lander – sång, gitarr - Mercedes Lander – trummor - Jennifer Arroyo – basgitarr - Jeff Phillips – gitarr (sessiongitarrist)           |
| 2004–2005 | - Morgan Lander – sång, gitarr - Mercedes Lander – trummor - Jennifer Arroyo – basgitarr - Lisa Marx – gitarr                                  |
| 2005–2008 | - Morgan Lander – sång, gitarr - Mercedes Lander – trummor, sång, piano - Tara McLeod – gitarr - Trish Doan – basgitarr                        |
| 2008–2012 | - Morgan Lander – sång, gitarr - Mercedes Lander – trummor, sång, piano - Tara McLeod – gitarr - Ivy Vujic – basgitarr                         |
| 2012–     | - Morgan Lander – sång, gitarr - Mercedes Lander – trummor, sång, piano - Tara McLeod – gitarr                                                 |

## Diskografi

### Album
| Releasedatum | Titel                 | Skivbolag           |
| 1999         | Spit                  | Artemis Records     |
| 2001         | Oracle                | Artemis Records     |
| 2004         | Until the End         | Artemis Records     |
| 2007         | Funeral for Yesterday | X of Infamy Records |
| 2009         | In The Black          | eOne                |
| 2011         | I've Failed You       | eOne                |

### EP:s
| Releasedatum | Titel       | Skivbolag        |
| 2000         | Paperdoll   | Artemis Records  |
| 2002         | Safe        | Artemis Records  |
| 2006         | Never Again | Rock Ridge Music |

### Singlar
| År   | Titel                 | Album                 |
| ---- | --------------------- | --------------------- |
| 2000 | Brackish              | Spit                  |
| 2000 | Charlotte             | Spit                  |
| 2001 | What I Always Wanted  | Oracle                |
| 2001 | Run Like Hell         | Oracle                |
| 2004 | Into the Darkness     | Until the End         |
| 2007 | Funeral for Yesterday | Funeral for Yesterday |
| 2007 | Breathe               | Funeral for Yesterday |

### Demos
- Sex Iz Hell Demo (1998)
- Kittie Sampler Demo (1998)
- Spit Sampler (1999)
- Spit Demo (1999)